# 格里戈洛維奇海軍上將號護衛艦

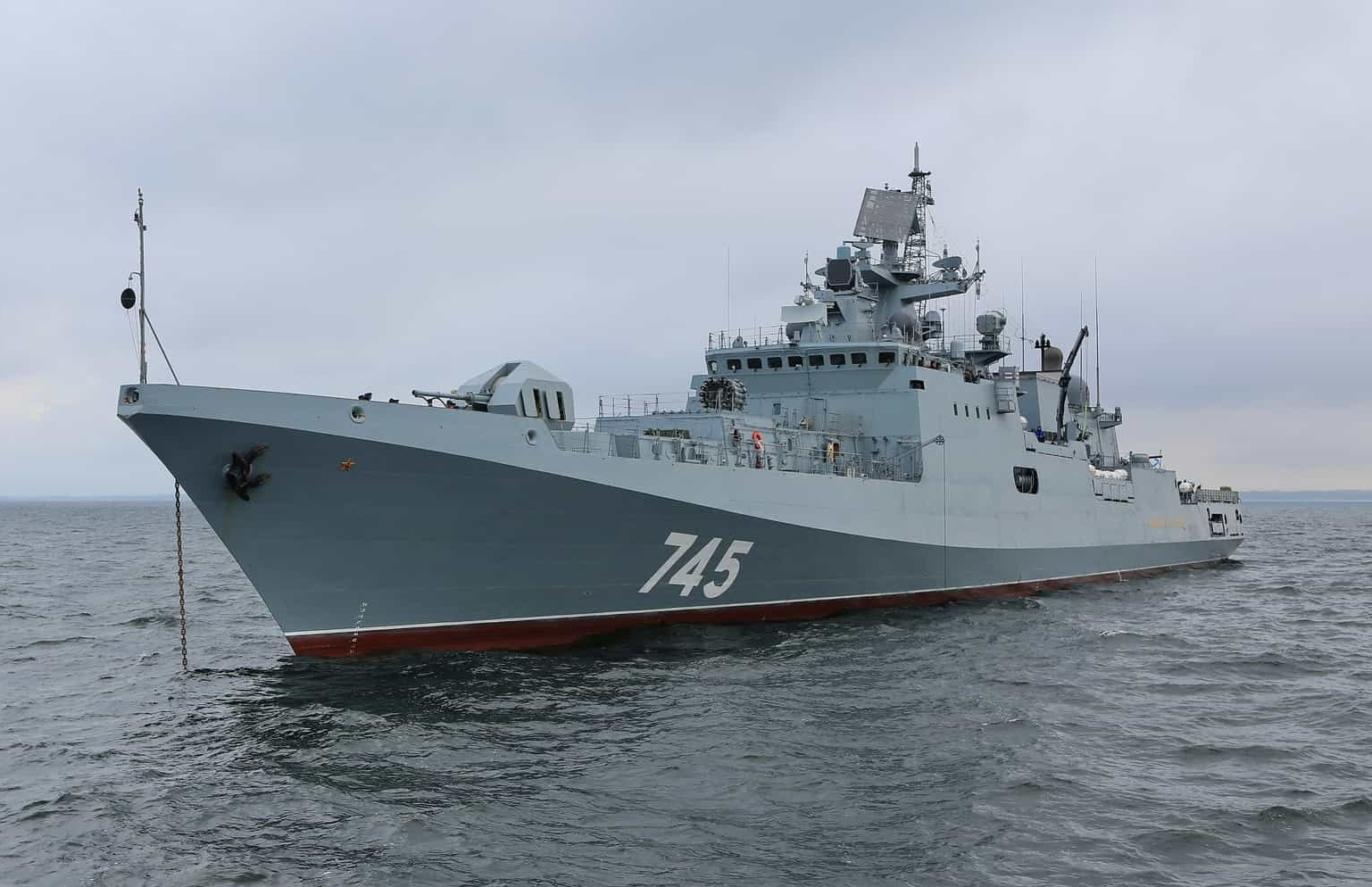
海军上将格里戈洛维奇号护卫舰,摄于2016年

海军上将格里戈洛维奇号护卫舰（俄语：Адмирал Григорович）是俄罗斯海军首艘11356型护卫舰。隶属于塞瓦斯托波爾的黑海艦隊。
这艘护卫舰排水量4000吨，巡航速度30节，可续航30天，编制人员200人。配备有SS-N-26球果导弹、100毫米口径舰炮、533mm鱼雷发射管和一架卡-31直升机。
2016年03月11日，該艦在加里宁格勒“琥珀”造船厂编入黑海舰队。